# Técnica

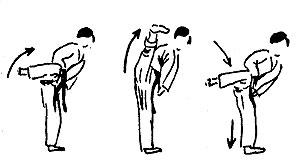
Gravura ilustrando a técnica mawashi geri do caratê

Técnica do grego τέχνη, téchnē, 'arte, técnica, ofício'; arte ou maneira de realizar uma ação ou conjunto de ações. Na concepção de Ortega y Gasset, uma técnica é um esforço para reduzir o esforço. É o procedimento ou o conjunto de procedimentos que têm, como objetivo, obter um determinado resultado, seja no campo da ciência, da tecnologia, das artes ou em outra atividade qualquer. Segundo Lévy: "A técnica, mesmo a mais moderna, é toda constituída de bricolagem, reutilização e desvio. Não é possível utilizar sem interpretar, metamorfosear. [...] Nenhuma técnica tem uma significação intrínseca, um 'ser' estável, mas apenas o sentido que é dado a ela sucessiva e simultaneamente por múltiplas coalizões sociais" (1993, p. 188).
Nesta concepção o termo tecnologia define um conhecimento técnico e científico, material e imaterial, bem como sua aplicação através da invenção e/ou transformação de ferramentas, processos e materiais criados e utilizados a partir de tal conhecimento. Trata-se de uma efetivação da técnica como a arte, materializada em elementos concretos ou não, de realizar ações ou procedimentos sistemáticos, visando alcançar um objetivo intencional.

## Descrição
Estes procedimentos não excluem a criatividade como fator importante da técnica. A técnica não é privativa do ser humano, pois também se manifesta na atividade de todo ser vivo e responde a uma necessidade de sobrevivência. No animal, a técnica é característica de cada espécie. No ser humano, a técnica surge de sua relação com o meio e se caracteriza por ser consciente, reflexiva, inventiva e fundamentalmente individual. O indivíduo a aprende e a faz progredir: entretanto, não são apenas os humanos que são capazes de construir, com a imaginação, algo que podem concretizar na realidade.
A técnica responde ao interesse e à vontade do homem de transformar seu ambiente, buscando novas e melhores formas de satisfazer suas necessidades ou desejos. Esta atividade humana e seu produto resultante é o que chamamos técnica e tecnologia, segundo o caso. A técnica também pode ser passada de geração para geração. Como exemplo, temos os povos Incas (particularmente em Macchu Picchu), que construíram terraços na cordilheira dos Andes para sua agricultura. Estes terraços são dotados de curvas de nível para a proteção das encostas e de seus cultivos, curvas estas hoje utilizadas pela agricultura no mundo inteiro.

## Tecnicidade
Emerge e configura, por processos não lineares de interações, o devir dos seres humanos no mundo. Para Simondon, tecnicidade remete à fase em que o ser humano, dotado de interioridade e vinculado culturalmente a um universo simbólico coletivo como nenhum outro ser vivo, inventa seu mundo a partir de interações incessantes de um interior com um exterior.
Tecnicidade configura o modo de ser do humano no mundo, e o humano é um “modo de ser que não pode existir plenamente e de forma permanente a não ser em rede, tanto de forma temporal quanto espacial” (SIMONDON, 1993, 325).